# Public (émission de télévision, 1989)
Ne pas confondre avec Public (émission de télévision, 1997), émission télévisée politique française de TF1.
Pour les articles homonymes, voir Public (homonymie).
Public est une émission télévisée française diffusée du 11 septembre 1989 au 1er mars 1991 présentée par Françoise Gaujour et Jean-Claude Laval, puis avec Bernard Mabille sur La Cinq.